# 斯波義寛
斯波 義寛（しば よしひろ /よしとお）は、室町時代後期から戦国時代初期の武将、守護大名（戦国大名）。尾張・越前・遠江守護。斯波氏（武衛家）12代当主。幼名は松王丸、初名は義良（よしすけ/よしなが）。父は斯波義敏、母は家女房といわれる。子に義達、足利義澄室、村上顕国室。

## 生涯

### 出生から元服
長禄3年（1459年）8月、父が越前・遠江守護代甲斐常治との対立で8代将軍足利義政の怒りに触れ（長禄合戦を参照）、越前・尾張・遠江3ヶ国の守護職を奪われ周防の大内教弘の許へ隠退すると、甲斐氏らにより擁立され、僅か3歳の松王丸（後の義寛）が斯波氏（武衛家）家督と3ヶ国守護職を継ぐ。ところが2年後の寛正2年（1461年）8月2日に義政から当主の座を廃されると、松王丸は相国寺の季瓊真蘂に稚児として預けられ、寛正4年（1463年）11月19日に出家させられて宗成という法名を与えられた（『蔭涼軒日録』）。次の当主には遠縁にあたる渋川義鏡の子義廉が据えられた。
この廃立には有力家臣朝倉孝景の裏工作があったと言われているが、孝景は義敏の失脚後に遠江で一揆が発生した為、長禄4年（1460年）に甲斐敏光と共に遠江に出兵、関東に移り、寛正2年10月の義廉と義政の対面に同席するまで京都に不在だった為に否定的な説もある。また、関東の幕府出先機関の堀越公方足利政知の軍事力増強の狙いもあったとされる。
文正元年（1466年）7月、父が義政から赦免され武衛家当主として復権すると、松王丸もそれに伴い還俗し武衛家世嗣に復した。しかし間もなく文正の政変が起こると、父と伊勢貞親・季瓊真蘂らと共に再び失脚し、家督は義廉に戻されてしまった。翌文正2年（1467年）1月21日には京都に残っていた松王丸は祖父斯波持種及び叔父の竹王丸とともに義廉によって襲撃され（『後法興院記』）、京都を脱出して尾張国に逃れた。
勃発した応仁の乱では一貫して東軍に属している。この間、将軍義政の陣営である東軍に属したことによって応仁2年（1468年）には早くも武衛家家督と3ヶ国守護職が義敏・松王丸父子へ再還付された（但し、西軍内ではなおも義廉が武衛家家督と3ヶ国守護職に留まる）。なお、この年の9月8日には幕府（東軍）の奉行人から尾張の武士である飯尾弥三郎に対して松王丸とともに同国の西軍・義廉方を攻めるように命じる内容の奉書が出されており、越前にて義廉方と戦っていた父・義敏とは別に尾張にいたとみられている。
文明4年（1472年）12月23日、武衛家御曹司の常として公家の儀式によって元服し、将軍義政の偏諱を賜って「義良」と名乗り従五位下治部大輔に任じられる。

### 朝倉征伐、尾張下向
文明7年（1475年）、9代将軍足利義尚に謁見し、遠江守護代となった甲斐敏光と共に遠江に下向して同国侵攻を続けていた駿河守護今川義忠の軍勢と対陣する。翌年塩買坂で義忠を敗死させ遠江で今川氏に対し優位に立つと、今度は朝倉孝景が平定したばかりの越前に目を向ける。孝景は越前守護職を提示した幕府との交渉で西軍から東軍に寝返り、西軍を掃討しながら越前を手に入れた経緯があり、目論みに気付いた父は孝景に抵抗するも敗北、義良が代わりに越前奪還を目指すようになる（後述のように異説もある）。この頃の話として、文明8年（1476年）9月14日に義良は父が朝倉孝景の傀儡にされていることに憤慨し、公家の甘露寺親長に朝倉退治の決意を打ち明けている。
文明11年（1479年）閏9月4日、叔父の斯波義孝（竹王丸のこと、大野斯波家当主）、甲斐敏光、二宮氏ら重臣を引き連れて京都から越前に向けて進発し、越前北部の坂井郡の細呂宜・長崎（坂井郡丸岡町）・金津で孝景と交戦した（『晴富宿禰記』『長興宿禰記』『大乗院寺社雑事記』）。異説としてこの時になって父・義敏が朝倉孝景の目論見に気付き、孝景の下を脱出して義良と合流したともいう。
文明12年（1480年）に入っても1月10日から朝倉方と交戦し、小競り合いを経て7月に斯波軍は攻勢に出て長崎城、金津城、兵庫城、新庄城などを落として本江、清水山にまで進出した。しかし義良らが優勢だったのは坂井郡のみであり、他の越前諸郡においては朝倉方に押されていた。
孝景の没後も文明13年（1481年）まで越前の諸所で合戦を繰り広げるが、9月15日の合戦で孝景の嫡男・氏景ら朝倉方に完敗し加賀に没落、越前復旧は失敗する。
この頃には尾張国内において父の家臣である織田敏定らの活躍により織田敏広ら義廉党が駆逐されたため、義良は越前から尾張へ斯波武衛家の本拠地を移すべく、京都から尾張へ下向することを決意する。文明15年（1483年）3月19日に尾張清洲城に入城し（『親元日記』）、ここを守護所と定め、織田敏定を尾張守護代、また甲斐敏光を遠江守護代にそれぞれ任じて今川に対する守りを固めた。越前においても4月30日にひとまず朝倉氏景を越前守護代に任ずるなど、朝倉氏と和睦している。文明17年（1485年）4月、将軍義尚より改めて偏諱を賜り、『義寛』と名乗ると、8月には前将軍義政の執奏により従四位下左兵衛佐に任じられ、同年7月に出家していた父の跡を継いで名実共に武衛家当主となった（幼少期に続いて二度目の家督継承となる）。また、義寛は一色義直の娘を妻に迎えているが文明18年（1486年）には嫡男となる斯波義達を儲けていることから、遅くてもこの時期までには婚姻が成立していたと考えられている。

### 尾張入国後
越前を奪われて本拠地を尾張に遷した義寛だが、以後も越前回復には並々ならぬ執念を燃やすこととなる。また、出家していたとは言え、隠居していた義敏やその弟の義孝が京都に滞在して幕府や朝廷との関係を維持していたことで、義寛は尾張の領国経営と越前回復の準備に専念できる状況が生み出されていた。
長享元年（1487年）、将軍義尚による近江守護・六角高頼攻め（長享・延徳の乱）が起こると、同年9月30日に義寛は尾張守護代である大和守敏定、伊勢守寛広ら両織田一族以下8000の大軍を率いて幕府軍に参陣し、副将軍としてその主力となった。この際、越前を実効支配する朝倉貞景（氏景の子）が幕府軍へ参陣すると、かつての家臣と同陣することに大きな屈辱を感じた義寛は、義尚に対して朝倉氏の越前押領と自身の越前回復を訴えた（長享の訴訟）。この争論では斯波氏・朝倉氏ともに越前支配の正統性を主張して互いに譲らず、幕府としても討伐目標を前にしながらの内輪揉めは望まなかったため、義寛に色良い答えが出ないまま、この争論は立ち消えとなった。
延徳3年（1491年）、義尚の後を継いだ10代将軍足利義材（義稙）によって再び六角征伐が行われると、義寛はまたも大軍を率いて参陣。この時の斯波軍の装いは「見物衆、大道を打ち塞ぐと云々。皆、小具足がり綺麗厳浄の体、比類無き」・「武衛衆の壮麗、山名衆に勝る。同日に語るべからず」と賞賛されるほど華麗な軍勢であったという。また、幕府軍の洛中出陣においては武家衆の先陣を勤めるなど、前回同様、義寛率いる尾張勢は幕府軍の主力を形成し、播磨の赤松勢と共に六角一族の山内政綱を討ち取る戦功を挙げた。この他、翌明応元年（1492年）には近江の各所で六角勢を打ち破るなどして軍功を重ね、同年5月4日には将軍義材に代わり幕府軍の総大将として琵琶湖を渡湖、近江守山に陣を進めて勢威を上げた。これらの参陣中、義寛は義材に重ねて越前回復を訴え（延徳の訴訟）ており、今回は実際に「朝倉退治」の御教書が義寛に下され、義材自身の越前進発が噂になるなど、義寛にとって有利な方向へ事は進んだが、結局幕府は朝倉氏の精鋭1万といわれる軍事力に二の足を踏み越前回復はならなかった。
2度の六角征伐において幕府軍の総大将に任じられた義寛は、義材との関係が微妙になっていた細川政元に代わる管領候補として畠山政長とともに挙げられるようになっていた。通説では応仁の乱と朝倉氏の越前国奪取によって斯波氏は衰退したと言われているが、義敏が出家直前に斯波氏でも異例の従三位に叙せられ、義寛が尾張の兵を率いて幕府軍の総大将を務めたことから、むしろこの時期の斯波氏は政治的な勢力を回復させていた時期とみる説もある。また、この動きは足利将軍家が細川氏（京兆家）を抑えるために斯波氏を重用したことも背景にあったとされている。また、前述のように義寛は一色義直の娘を迎えているが、丹後の守護を務める一色氏は応仁の乱では西軍についていたが、戦後も東軍であった若狭武田氏とは対立関係が続いていた。応仁の乱では敵対関係にあった義敏父子と一色義直であったが、婚姻関係を結ぶことで中央政治を有利に運び、若狭武田氏・朝倉氏・細川氏らとの対立勢力との争いを優位にする意図があったと考えられる。
明応2年（1493年）の義材の河内の畠山基家攻めにも義寛は従軍するが、従軍中に管領細川政元によるクーデター（明応の政変）に遭い、義材との親密さが災いして幕府内で孤立することとなる。こうして越前回復の望みを完全に断たれた義寛は、やむなく応仁の乱以来の戦友である赤松政則に伴われ新将軍足利義高（義澄）に出仕し、義材廃立後の幕府の最高権力者となった細川政元の前に屈服した。
谷口雄太は斯波氏にとって応仁の乱とそれに続く朝倉氏の越前支配よりも、そこから立ち直りつつあった矢先に発生した明応の政変とそれに続く今川氏の遠江侵攻による打撃の方が大きく、斯波氏の衰退の直接的原因は応仁の乱ではなく明応の政変にあったと解説している。

### 分国遠江防衛
明応3年（1494年）からは政元と連携関係にあった駿河守護の今川氏親が義寛が守護を兼ねる遠江に侵攻を開始。義寛はこれに対処しようとするが、明応4年（1495年）に隣国美濃で船田合戦が勃発し、尾張国内がこれに巻き込まれ遠江出陣は不可能な状態となる。また同年には若年時から義寛を支えてきた執権の織田敏定が没し（病死とも戦死とも）、敏定の跡を継いだ寛定もまもなく船田合戦中に戦死した。義寛は最も頼りとした重臣とその後継者を続けざまに失う事となった（守護代は寛定の弟寛村が継ぐ）。
船田合戦が終結し、尾張国内の政情が安定化した明応9年（1500年）頃から義寛は戦略を変更。前職の義材派から現職の義高派（実質的に政元派）に完全に切り替え、政元の厚い支持を獲得。信濃守護小笠原貞朝、関東管領上杉顕定にも協力を呼びかけ、今川氏親を東西から挟撃しようと目論む。
文亀元年（1501年）、遠江守護代甲斐氏への援軍として、義寛は弟である寛元と義雄らを遠江に派遣し今川氏に対し攻勢をかける。しかしまもなく史料上からはその名を消すため、以後の動向の詳細は不明となる。永正8年（1511年）には子の義達が尾張守護となっているため、少なくともそれまでには隠居したものと思われる。没年は天文14年（1545年）4月17日に義寛の三十三回忌法要が営まれているため、逆算すると永正10年（1513年）4月17日に死去。享年57。法号は正観院殿道仙竺渓。

## 横川景三作 斯波義寛寿像賛
延徳2年（1490年）に義寛は執権の敏定と共に肖像画を描かせている。義寛は相国寺蔭涼軒の軒主亀泉集証に依頼して、この肖像画に横川景三の賛語を求めた。肖像画自体は今に伝わっていないが、その賛語は『補庵京華外集』に収録されている。

左兵衛佐従四位源義寛朝臣寿像賛（『補庵京華外集』）
```
泰山黄河、君臣之約帯礪万世
清風明月、人物之標冠冕一門
令聞令望外著、至忠至孝内存
胸蟠百万甲兵、今将軍武衛之貴
眼空三千礼楽、古清和天皇之尊
六芸文継晷家学、七尺剣射斗塞垣
坐柳営而起西漢風、咲灞棘小児之戯
開玉堂而入東坡界、斥王呂新法之言
雲雨興兮蛟龍躍、梧竹秀兮鸞鳳騫
越与遠与尾者民所服也、治三国以居洛
藤与橘与平者衆所帰也、論四姓莫過源
威名特靡草木、友愛況及梅礬
仏法二千年、付嘱于大檀越
世寿億万歳、管領于豊葦原
祝々、自是麒麟功第一
孫生子々又生孫
 延徳二年歳舎庚戌八月如意珠日、前南禅横川謹書管領職事。
```

## 官歴
- 長禄3年（1459年）8月、斯波氏家督継承及び越前・尾張・遠江守護補任。
- 寛正2年（1461年）8月、家督及び守護職剥奪。
- 応仁2年（1468年）7月、越前・尾張・遠江守護職補任。
- 文明4年（1472年）12月、元服。将軍義政の偏諱を賜い義良と名乗る。従五位下治部大輔。
- 文明17年（1485年）4月、将軍義尚の偏諱を賜い義寛と改名。
- 文明17年（1485年）7月、父義敏の出家により斯波氏家督継承（再承）。
- 文明17年（1485年）8月、従四位下左兵衛佐。

## 偏諱を受けた人物
義良時代（「良」の字）
- 織田良縁
- 織田良頼
- 織田良信

義寛時代（「寛」の字）
- 斯波寛元（実弟）
- 織田寛定
- 織田寛広
- 織田寛村
- 織田寛故
- 織田寛維
- 織田寛近